# Stygocyathura mexidos
Stygocyathura mexidos is een pissebed uit de familie Anthuridae. De wetenschappelijke naam van de soort is voor het eerst geldig gepubliceerd in 2008 door Botosaneanu.